# Nishada brevis
Nishada brevis là một loài bướm đêm thuộc phân họ Arctiinae, họ Erebidae.